# Angerfist
Ден Масселінг (20 червня 1981 р.), псевдо Angerfist — хардкор-продюсер і ді-джей з Нідерландів.

## Дискографія
- Pissin' Razorbladez (2006)
- Mutilate (2008)
- Retaliate (2011)
- The Deadfaced Dimension (2014)
- Raise & Revolt (2015)
- Creed of Chaos (2017)
- Diabolic Dice (2019)